# Козенки (Московская область)
Козенки́ — деревня в Обушковском сельском поселении Истринского района Московской области. Население — 21 чел. (2010), зарегистрировано 1 садовое товарищество и газораспределительная станция.
Находится примерно в 30 км юго-восточнее Истры, на правом берегу реки Руденки (приток Беляны), высота над уровнем моря 152 м. На западе к Козенкам примыкают деревни Чесноково и Юрьево.

## Население
| 2002 | 2006 | 2010 |
| ---- | ---- | ---- |
| 22   | ↘11  | ↗21  |